# Lactato de sodio
El lactato de sodio es una sal sódica del ácido láctico producida naturalmente mediante la fermentación de azúcares procedentes del maíz o de la remolacha. Posee una molécula con forma: NaC3H5O3. Se produce artificialmente igualmente mediante fermentación de substancias azucaradas. Cuando es utilizado en la industria alimentaria se emplea en su denominación el código E 325. Posee diversos empleos, como antioxidante, como estabilizador de otros antoxidantes (sinérgicos de antioxidante) y como prevención de la pérdida de agua de diversos alimentos procesados.

## Propiedades
Se presenta en forma de líquido transparente e incoloro, inodoro o con ligero olor característico. Se encuentra disponible también en formato de polvo blanco cristalino. El lactato de sodio se sintetiza artificialmente y naturalmemte mediante la fermentación. En el caso de la fermentación industrial se emplea como substrato el almidón y las melazas. En el caso de la naturaleza, los azúcares procedentes del maíz y de la remolacha. El cuerpo humano sintetiza este compuesto de forma natural en debido a la actividad de la flora intestinal procedente del intestino grueso. Posee algunas propiedades quelantes que permite capturar iones de hierro. 

## Usos
Se emplea frecuentemente en la industria alimentaria, pudiéndose encontrar en quesos, productos de confitería, en helados, en la elaboración de diversas gelatinas de fruta y caramelos, margarinas (lácteos en general), sopas y frutas en conserva. En la industria cárnica se emplea como conservante, con su sabor salino característico, en la prevención de proliferación de bacterias patógenas en el pollo. Se emplea como un producto que permite hacer sinergia de antioxidantes
Se suele emplear en la elaboración de ciertos fármacos que tratan los efectos de la deshidratación (predominantemente extracelular) generada por cualquier causa (diarreas, vómitos, fístulas), por hipovolemia, por acidosis metabólica (excepto la acidosis láctica). Se emplea igualmente en el tratamiento de arritmias del corazón. En la industria de cosméticos puede emplearse como una substancia humectante, en el tratamiento de callosidades en la piel.

## Salud
El lactato de sodio es una de las substancias químicas estudiadas como inductoras químicamente de ataques de pánico en pacientes con cuadros de ansiedad crónica (propiedades panicogénicas). Este efecto se lleva estudiando desde los años cuarenta en pacientes administrados por vía intravenosa con existencia de cuadros de ansiedad que se ven abocados a ataques de pánico debido a la realización de ejercicio físico. Cuando se elabora de forma sintética es aceptado por los pacientes de intolerancia a la lactosa, no es así si la procedencia es natural. También es uno de los componentes principales de Solución láctica de Ringer.